# Porphyrospiza
Porphyrospiza is een geslacht van vogels uit de familie  Tangaren (Thraupidae). Het geslacht telt twee soorten:
- Porphyrospiza alaudina  – Bandstaartsierragors
- Porphyrospiza caerulescens  – Kobaltgors
- Porphyrospiza carbonaria  – Zwarte sierragors